# Chaîne McPherson
La chaîne McPherson est une chaîne de montagnes de la cordillère australienne, un éperon orienté ouest-est, allant de près de Wallangarra vers la côte Pacifique. Elle fait partie de la Scenic Rim, à la frontière entre les États de Nouvelle-Galles du Sud et du Queensland. Plus à l'ouest, la chaîne McPherson se prolonge par la Main Range. Vers la côte est, elle se prolonge par les Border Ranges et une autre zone montagneuse formée par le volcan Tweed.

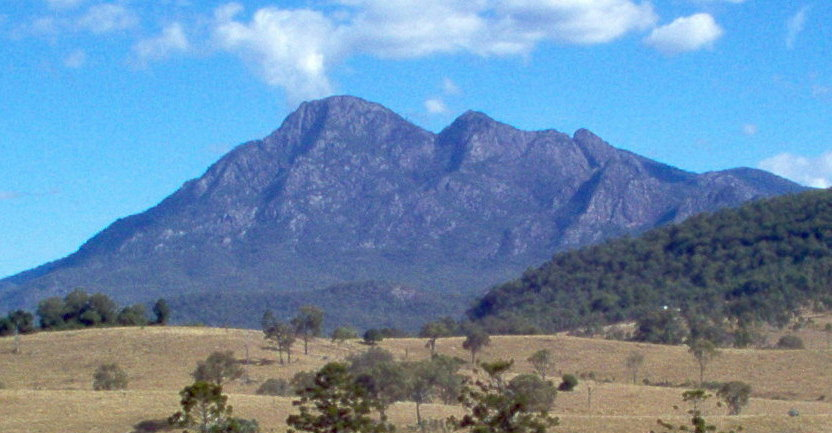
Vue du mont Barney dans la chaîne McPherson.